# あぐり京都
『あぐり京都』（あぐりきょうと）は、2005年4月24日からKBS京都テレビで放送されている教養番組・トーク番組である。提供はJAグループ京都、制作はKBS京都。

## 番組内容
番組は「環境」「文化」「健康」など、毎回様々な角度から京都の「農業」「食」についての情報を届ける。また、JA京都中央会の中川泰宏会長をメインに京のブランド野菜の産地レポートや、街の「すご腕料理人」による料理を紹介する。2012年5月27日放送分では、ファーマフーズ社長を迎えてのスペシャル対談を行った。

## 放送時間

### 本放送
- 第4日曜 12:00 - 12:30 （2005年4月24日 - 2009年3月22日）
- 第4日曜 12:05 - 12:35 （2009年4月26日 - 2011年9月25日） - 『京都新聞ニュース・天気予報』が12:00からに繰り上げられたため、5分繰り下げて放送。
- 第4日曜 12:00 - 12:30 （2011年10月23日 - ） - 『京都新聞ニュース・天気予報』がさらに5分繰り上げられたため、再び元の時間帯で放送。

### 再放送
- 第4月曜 9:00 - 9:30

## 出演者

### ホスト役
- 中川泰宏（JA京都中央会会長、JAグループ京都会長、JA共済連経営管理委員会副会長） - 2005年4月24日から出演。

### 案内役
- 飛鳥井雅和 - 2005年4月24日から出演。

### アシスタント
- 前田由紀子 - 2009年6月28日から出演。
- 三瓶京子
- 安西美幸 - 2012年10月28日、11月25日、2013年1月27日に出演。

### リポーター
- 稲富菜穂

### ナレーター
- 平野智美
- 遠藤奈美 - 2012年2月（インフルエンザにかかっていた平野の代役）、2013年1月、2015年9月から2016年9月（産休だった平野の代役）に担当。

### 過去のアシスタント
- 山下りら
- 福村千明
- 池和歌子 - 2009年9月27日、11月22日、2010年8月22日、9月26日、10月24日、2011年1月23日に出演。

## 特別番組
毎年1月1日に『初春あぐり京都』と題して放送される。
- 2012年1月1日（11:00 - 11:30） - 中川が飛鳥井との対談形式で「食からみた世界と日本」「京都の農業のブランド化推進の成果とこれから」「日本の食と農業の発展を目指して」などについて語った。
- 2013年1月1日（11:00 - 11:30） - 中川が国会議員時代に有害鳥獣対策特別措置法の立法に尽力したこと、JA京都会長として京野菜のブランド化を推進し売上げを劇的に増加させたことなどが紹介された。